# Taraxacum stenolepium
Taraxacum stenolepium là một loài thực vật có hoa trong họ Cúc. Loài này được Heinrich Raphael Eduard Handel-Mazzetti miêu tả khoa học đầu tiên năm 1907.